# Association des guides et scouts d'Europe
L'Association des Guides et Scouts d'Europe (AGSE) della Federazione dello Scoutismo Europeo è la seconda associazione scout francese per numero di iscritti. Creata nel 1958, conta 26 600 membri effettivi. È membro fondatore dell'Unione Internazionale delle Guide e Scouts d'Europa e della Conférence française de scoutisme.

## Metodologia
Il metodo scout sviluppato dalle Guide e Scouts d'Europa si basa su quello inventato da Robert Baden-Powell e arricchito successivamente da padre Jacques Sevin in seno agli Scouts de France.
L'associazione è divisa in sei branche, in rapporto all'età e al sesso:
- Louveteau o louvette - dagli 8 ai 12 anni
- Eclaireur o éclaireuse - dai 12 ai 17 anni
- Pilote - a partire dai 17 anni